# Kijfhoek
Kijfhoek est un hameau situé dans la commune néerlandaise de Zwijndrecht, dans la province de la Hollande-Méridionale.

## Histoire
Kijfhoek a été une commune indépendante jusqu'au 19 août 1857. À cette date, elle est supprimée et rattachée à Groote Lindt. Entre 1812 et 1817 la commune de Kijfhoek avait été rajoutée à la commune de Rijsoort.